# Malmö centralstation
Malmö centralstation (Malmö C) – główny dworzec centralny w Malmö, w Szwecji. Należy do jednych z największych dworców kolejowych w kraju.

## Ruch
Malmö centralstation jest trzecim co do wielkości dworcem w Szwecji. Każdego dnia obsługuje ponad 45 000 osób, które spędzają średnio około 30 minut na stacji. Codziennie obsługuje około 350 pociągów.
Oferuje połączenia dalekobieżne do Sztokholmu, Göteborga, Berlina i Kopenhagi. Dworzec jest również centrum komunikacyjnym dla kolei regionalnych, z liniami do Ängelholm, Kristianstad, Karlskrony, Kalmar i Simrishamn. Do Kopenhagi i Północnej Zelandii z końcowej stacji Helsingør, pociąg Oresund kursuje co 20 minut.

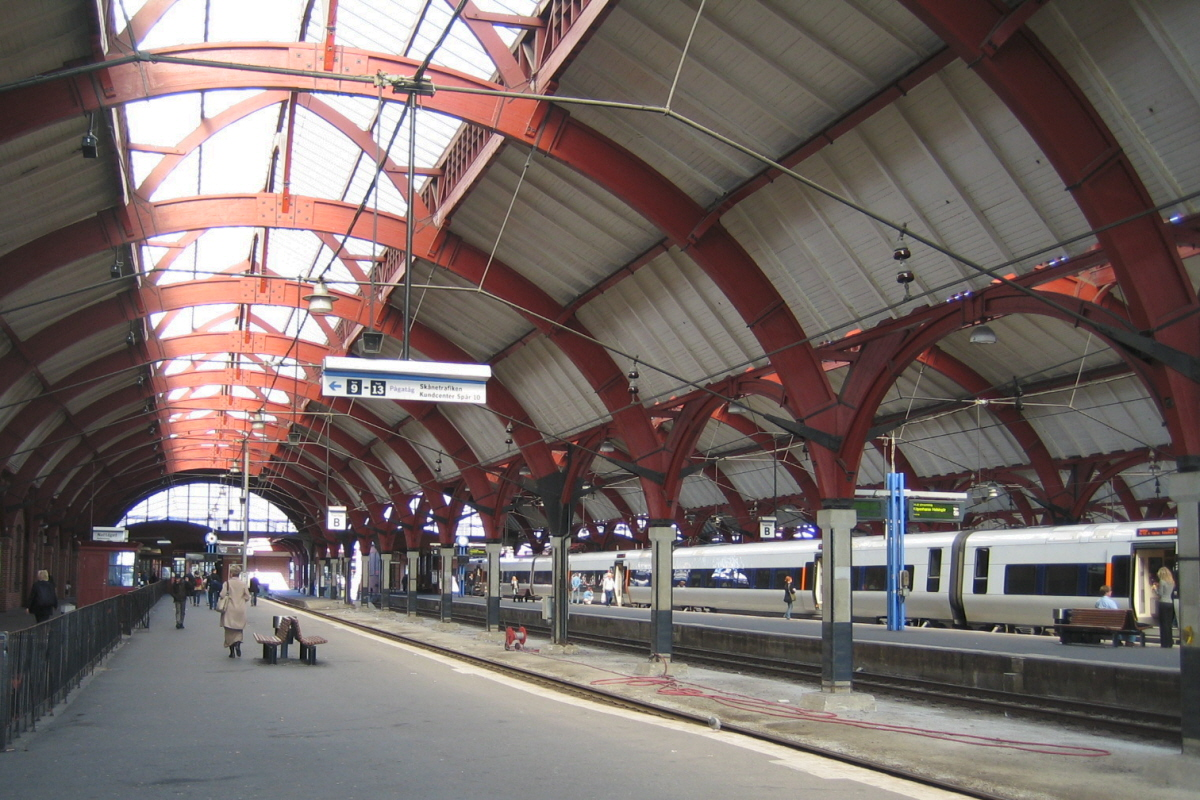
Hala peronowa

Na placu centralnym naprzeciwko stacji jest lokalny dworzec autobusowy głównie linii 2, 3, 4, 5, 7, 8 i kilka linii łączących dworzec z lotniskiem w Sturup. Istnieje również postój taksówek. Po drugiej stronie kanału są przystanki dla autobusów w tym regionie do Falsterbo, Lund i Trelleborga.
W najbliższych latach budowa tunelu średnicowego doprowadzi do poważnych zmian w ruchu na stacji. Stacja będzie obsługiwać pociągi Oresund Pågatågen i jednocześnie pozostanie dworcem dla pociągów dalekobieżnych. Oczekuje się również, ze wytyczone zostaną nowe trasy do Dalby i Trelleborga.